# Afanas'evskij rajon
L'Afanas'evskij rajon (in russo Афанасьевский район?) è un rajon dell'Oblast' di Kirov, nella Russia europea. Istituito nel 1929, il cui capoluogo è Afanas'evo.